# 5. корпус АРБиХ
Пети корпус је био један од седам корпуса у саставу Армије Републике Босне и Херцеговине. Формација се налазила око бихаћког џепа како би га заштитила од околних српских снага. Пети корпус се такође борио против сецесионих бошњачких снага лојалних Фикрету Абдићу, који је сарађивао са српским снагама.

## Оперативна зона
Пети корпус је био углавном одговоран за тадашњи Бихаћ, Бужим, Цазин, Велику Кладушу, али и касније Босанску Крупу, Босански Петровац, Кључ и Сански Мост.

## Команданти
На састанку Бихаћке регије, одржаном 13. априла 1992. године, потврђено је именовање мајора Хајрудина Османагића за команданта Територијалне одбране Бихаћке регије. Мајор Хајрудин Османагић је добио контролу, али је смењен пре него што је преузео дужност, а капетан прве класе Рамиз Дрековић је преузео контролу као командант Петог корпуса, поставши тако први командант Петог корпуса. После њега, бригадни генерал Атиф Дудаковић је постао командант Петог корпуса. Имао је највећи утицај од свих генерала корпуса.

## Јединице 5. корпуса
- 501. славна планинска бригада
  - Командант: бригадир Сенад Шаргановић
- 502. витешка планинска бригада
  - Командант: пуковник Хамдија Абдић
- 503. славна планинска бригада
  - Командант: бригадир Хамдо Делалић
- 504. лака пешадијска бригада (расформирана 15. априла 1994.)
  - Командант: Хасе Ковачевић
- 505. витешка моторизована бригада
  - Командант: бригадир Изет Нанић
- 506. ослободилачка бригада
  - Командант: мајор Нијаз Миљковић
- 510. босанска ослободилачка бригада
  - Командант: бригадир Амир Авдић
- 511. славна планинска бригада
  - Командант: мајор Мирсад Седић
- 517. лака бригада
  - Командант: мајор Ибрахим Надаревић
- Команда 5. корпуса
  - Начелник штаба: Бригадир Мирсад Селмановић
- 5. батаљон војне полиције
  - Командант: Сенад Мешић
- 5. планински батаљон (расформиран у децембру 1994.)
- 5. извиђачко-диверзантска чета
- 5. тенковско-оклопна чета
- 5. мешовита артиљеријска дивизија
  - Командант: Ризво Бехрем
- 5. мешовити артиљеријски пук
- Мешовита противоклопна артиљеријска дивизија
- 5. артиљеријско-ракетна јединица противваздушне одбране
- Ваздухопловна група Бихаћ (Филијала РВ АРБиХ)
- 5. чета за атомско-биолошко-хемијску одбрану
- 5. инжењеријски батаљон
- 5. логистичка база
- Центар за обуку и регрутацију 5. корпуса
- 5. корпус наменске војне индустрије
- Уметничка чета 5. корпуса
- Медицинско рехабилитациони центар „Ариф Хасанагић“ Гата

## Књиге
- Gow, James (2003). The Serbian Project and Its Adversaries: A Strategy of War Crimes. McGill-Queen's Press. ISBN 9780773523852. Приступљено 16. 2. 2013.